# Hybosoridae
Hybosoridae là một họ bọ cánh cứng trong cận bộ Scarabaeiformia. Có 210 loài nằm trong 33 chi sống ở các vùng nhiệt đới nhưng ít thuộc tính sinh học của chúng được biết đến.

## Hình ảnh

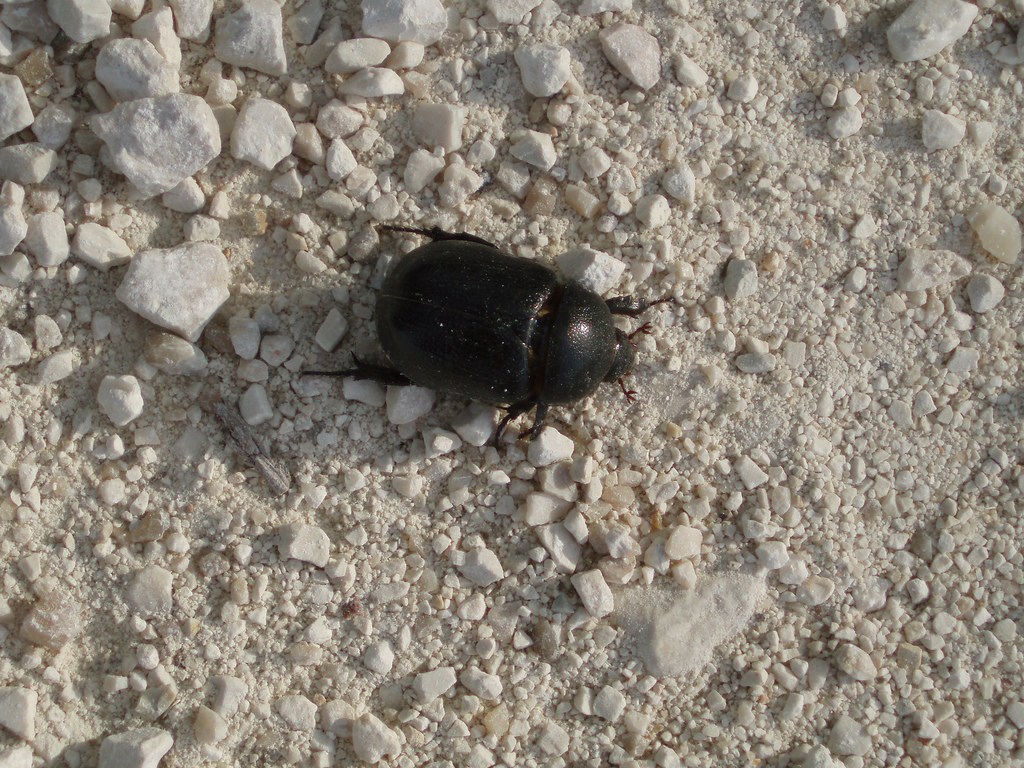
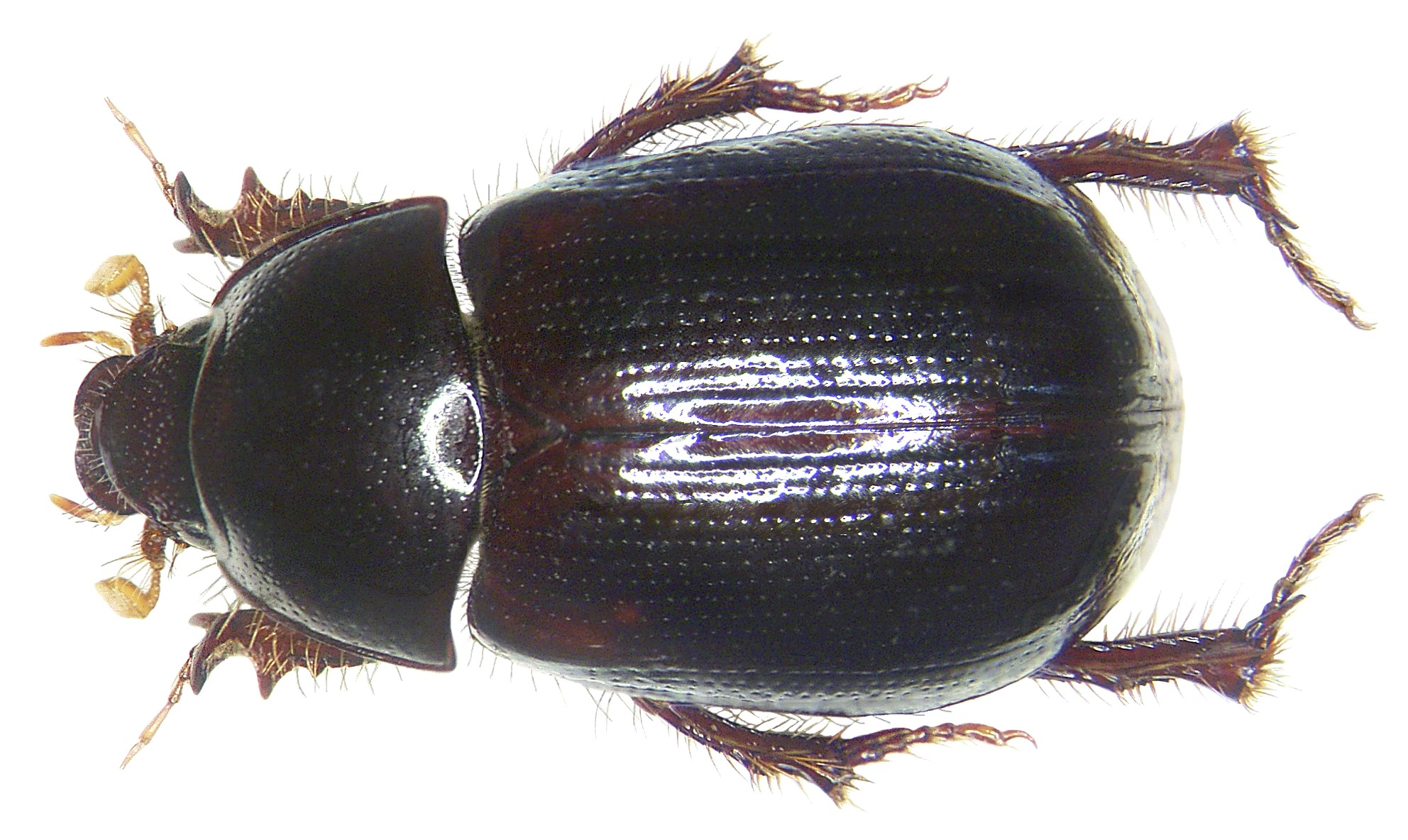